# 부산광역시립사하도서관
부산광역시립사하도서관은 부산광역시 사하구 소재의 도서관이다.

## 연혁
- 1984. 07. 05 부산광역시립사하도서관 설립
- 1984. 07. 27 부산광역시립사하도서관 준공
- 1984. 09. 25 부산광역시립사하도서관 개관
- 1987. 08. 06 개가제 실시
- 1989. 04. 01 어린이실 개실
- 1991. 04. 01 문학실 개설
- 1994. 06. 08 문학실 2층 확장 이전
- 1998. 02. 03 취업특성화 도서관 지정
- 1998. 03. 03 취업정보 자료실 개설
- 2000. 11. 25 평생학습관 지정
- 2001. 01. 20 홈페이지 개통
- 2001. 02. 28 장애인 편의시설 설치
- 2002. 01. 30 별관 신축 준공
- 2002. 01. 30 어린이실 확장 개실
- 2002. 06. 21 작은도서관(가락타운2단지) 개소
- 2003. 01. 23 디지털 자료실 개설
- 2008. 03. 01 부산공공도서관 통합도서서비스시스템 시행
- 2009. 05. 06 개관시간 연장사업 시행
- 2010. 08. 16 종합자료실 확장 개실(문학실 통합)
- 2010. 11. 01 어린이실 이용시간 연장 시행
- 2011. 07. 06 작은도서관(노을나루길) 이전 개소
- 2012. 12. 11 모바일 홈페이지 구축
- 2013. 06. 17 무인도서반납기시스템 시행